# Tooncast
 (mars 2015).
Le contenu est difficilement compréhensible vu les erreurs de traduction, qui sont peut-être dues à l'utilisation d'un logiciel de traduction automatique.
Tooncast est une chaîne de télévision latino-américaine appartenant à Turner Broadcasting System et Warner Bros. Entertainment.

## Historique
Le projet a été annoncé lors de la foire de l'ABTA (Association brésilienne de télévision payantes) en août 2008 lors d'une conférence de presse. Les dirigeants de l'entreprise ont dit qu'elle serait accessible par tous et qu'elle diffuserait des programmes des studios d'animation de renom comme Hanna-Barbera, Warner Bros., Nelvana, DiC Entertainment, MGM, Filmation, Walter Lantz Televisa et Univision entre autres.
Tooncast diffuse 24h/24 des dessins animés, sans pauses publicitaires, ce que faisait auparavant la version latino-américaine de Boomerang. Mais les classiques ne sont pas le seul type de cartoons diffusés. La chaîne a également un espace pour les productions originales de Cartoon Network telles que Le Laboratoire de Dexter, Cléo et Chico, Johnny Bravo, Monsieur Belette, Juniper Lee, Les Supers Nanas, Mike, Lu & Og, Courage, le chien froussard et Samurai Jack.
Sont aussi diffusés des dessins animés brésiliens tels que Monica, Jaune Pic Ranch, Tiques et Catapultes, Trunk Railway, Comics Haunted (pour les vilains enfants) et Les Aventures de Bill et de remorquage.
Tooncast utilise certains des anciens jingles de Cartoon Network au cours de sa programmation, en remplaçant simplement le logo Cartoon Network par le logo Tooncast.
Depuis le 1er août 2014, la chaîne est retransmise également sur NET TV sur le canal 110. Même si elle est accessible uniquement aux abonnés des forfaits HD net TOP, une grande partie des abonnés ont migré vers ce forfait pour obtenir la chaîne.

## Programmation

### Current programming
- Baby Looney Tunes
- Camp Lazlo
- Duck Dodgers
- The Flintstones
- Foster's Home for Imaginary Friends
- Hi Hi Puffy AmiYumi
- Huckleberry Hound
- The Jetsons
- Jonny Quest
- Krypto the Superdog
- Legion of Super Heroes
- The Life and Times of Juniper Lee
- My Gym Partner's a Monkey
- Pixie and Dixie and Mr. Jinks
- The Secret Saturdays
- Tom and Jerry
- Tom et Jerry Kids
- Zuzubalândia

### Upcoming programming
- Oswaldo
- Ben 10
- Powerpuff Girls Z
- Pixcodelics
- Nom de code : Kids Next Door
- Johnny Test
- Batman: L'Alliance des héros

### Former programming
- 2 Stupid Dogs
- The Addams Family
- The Adventures of Rocky and Bullwinkle and Friends
- The Archie Show
- Animaniacs
- Tamanoir et Fourmi rouge
- La Fourmi Atomique
- Jappy et Pappy Toutou
- A Pup Named Scooby-Doo
- As Aventuras de Gui & Estopa
- Atomic Betty
- The Batman
- Batman Beyond
- Batman: The Animated Series
- BraveStarr
- Birdman and the Galaxy Trio
- Captain Planet
- Cartoon Cartoons
- Casper and Friends
- Chowder
- Crazylegs Crane
- The Centurions
- Courage the Cowardly Dog
- Cow and Chicken
- Dastardly and Muttley in Their Flying Machines
- Dexter's Laboratory
- Dragon Ball
- Dynomutt, Dog Wonder
- Ed, Edd n Eddy
- Evil Con Carne
- Fantastic Four
- Fantastic Four: World's Greatest Heroes
- Fat Albert and the Cosby Kids
- Felix the Cat
- The Flintstone Kids
- Freakazoid!
- Garfield and Friends
- Generator Rex
- The Grim Adventures of Billy & Mandy
- Grim & Evil
- Ghostbusters
- Haunted Tales for Wicked Kids
- He-Man and the Masters of the Universe
- Help!... It's the Hair Bear Bunch!
- The Herculoids
- Hong Kong Phooey
- I Am Weasel
- The Inspector
- Johnny Bravo
- Jorel's Brother
- Josie and the Pussycats
- Justice League
- Justice League Unlimited
- Laff-A-Lympics
- Et voici la petite Lulu
- Loonatics Unleashed
- Looney Tunes
- Magilla le Gorille
- The Marvelous Misadventures of Flapjack
- Mike, Lu & Og
- ¡Mucha Lucha!
- MGM Cartoons
- Turma da Mônica
- Mon petit poney
- The New Yogi Bear Show
- The New Scooby-Doo Movies
- The New Scooby and Scrappy-Doo Show
- Oggy and the Cockroaches
- The Perils of Penelope Pitstop
- The Pink Panther
- Pink Panther and Sons
- The Pink Panther Show
- Pink Panther and Pals
- Pinky and the Brain
- Popeye
- Pokémon
- The Powerpuff Girls
- Quick Draw McGraw
- The Real Adventures of Jonny Quest
- The Rocky and Bullwinkle Show
- Samurai Jack
- L'Apprenti Père Noël
- Secret Squirrel
- Shaggy & Scooby-Doo Get a Clue!
- Scooby-Doo and Scrappy-Doo
- Scooby-Doo : Mystères associés
- The Scooby-Doo Show
- Scooby-Doo, Where Are You!
- Sheep in the Big City
- She-Ra, la princesse du pouvoir
- Sítio do Picapau Amarelo
- Les Schtroumpfs
- Alcibiade
- The Spectacular Spider-Man
- Space Ghost/Dino Boy in the Lost Valley
- Squirrel Boy
- Static Shock
- Strawberry Shortcake
- Super Friends
- Superman: The Animated Series
- The Sylvester & Tweety Mysteries
- Sym-Bionic Titan
- Taz-Mania
- Teen Titans
- ThunderCats
- Time Squad
- Tom and Jerry Tales
- Top Cat
- Trunk Train
- Les Fous du volant
- Wally Gator
- What a Cartoon!
- Qu'est-il arrivé à... Robot Jones ?
- Quoi d'neuf Scooby-Doo ?
- X-Men Evolution
- Yogi Bear
- Le gang des yogis
- Young Justice
- The Zeta Project

## Blocs de programmation
Temps HB (Hanna-Barbera) Filmographie
Dédié à la retransmission des classiques de Hanna-Barbera. À 1 heure.
Favoris MGM Filmographie
Dédié à la retransmission des classiques de MGM tels que Droopy et Tom et Jerry . Il dure une demi-heure.
Favoris Tooncast Filmographie
Sa durée est de 30 minutes, il diffuse dessins animés par semaine et par mois. Il est similaire au bloc Top Top Toons Cartoon Network.
Groovies Tooncast Filmographie Transmet de la musique faite avec des caricatures de la chaîne.
Tooncast Shorties (Cartoon Network Curtinhas / Original)'  Filmographie
C'est un bloc où passent des coupures musicales et des animations spéciales de certains spectacles de Hanna-Barbera, marqué avec logo bleu Tooncast.
Tooncast Weekend Filmographie
Transmis le week-end, c'est un segment de quatre heures d'un seul programme. A commencé à être diffusé en 2011.

## Controverse
Après qu'une loi sur la législation du câble a été adoptée, la chaîne a connu un certain nombre de difficultés car, selon la loi, elle n'atteint pas le quota de contenu local. Toutefois, le président de Turner au Brésil a déclaré que Tooncast n'a aucun moyen pour atteindre le quota, parce que, malgré une chaîne brésilienne très populaire, il n'y a pas de publicité sur la chaîne et elle possède un signal unique qui est généré aux Caraïbes. Contrairement à la version latine, pour le Brésil un doublage est effectué. Ainsi, la chaîne a reçu une dispense, et Ancine n'a fait aucun commentaire. Diffusé actuellement en TV payante par Cartoon Network, le dessin animé Monica sera également présenté par la chaîne Tooncast au Brésil et dans toute l'Amérique latine avec le titre "Monica y su Pandilla" (Monica et son équipage). Les épisodes seront diffusés à partir du 1er avril, du lundi au vendredi, à 17h30, avec une répétition à 05h30. L'initiative est venue de Tooncast la pertinence de la voie à la nouvelle émission de télévision paie règles créées par Ancine. Selon la nouvelle loi, chaînes payantes doivent inclure des productions nationales sur leur calendrier suivant certains contingents. Il avait été annoncé que Tooncast pourrait être arrêté au Brésil, cependant, avec l'inclusion des productions brésiliennes cela pourrait changer.